# Kaliforniai Egyetem (Los Angeles)
A Kaliforniai Egyetem, Los Angeles (angolul: University of California, Los Angeles, rövidítve: UCLA) állami egyetem az Egyesült Államokbeli Los Angeles Westwood nevű körzetében. Az egyetem 1881-ben nyitott, akkor még iskolaként, majd 1919-ben lett a Kaliforniai Egyetemrendszer része, amivel a rendszer második legöregebb campusa a UC Berkeley után. 337 képzést biztosít, a 2022–2023-as tanévben 7790 oktatója, és 46 000 diákja van. 2022 őszére 174 914 jelentkezője volt az iskolának, ami az Egyesült Államokban a legtöbb volt az évben.
A UCLA egyike az ország Public Ivy egyetemeinek, ami azt jelenti, hogy olyan állami támogatású egyetem, ami az Ivy League szintjén oktat. Az egyetemre járt vagy itt oktatott 27 Nobel-díjas, öt Turing-díjas és az Egyesült Államok Légierejének két főtudósa is. Jelenleg az oktatók közül 55-en tagjai a National Academy of Sciences-nek, 41-en a National Academy of Medicine-nek és 167-en az Amerikai Művészeti és Tudományos Akadémiának. 1974-ben lett az Amerikai Egyetemek Egyesületének tagja az intézmény. Az elmúlt években az egyetem több világranglistán is szerepelt, melyeken kiemelkedő helyezéseket kapott.
A UCLA sportolói Bruins néven versenyeznek a Pac–12 főcsoportban. A Bruins összesen 120 NCAA-bajnoki címmel rendelkezik, aminél csak a Stanford Egyetem csapatainak van több, 131. Összességében a Bruins sportolói közül 410-en jutottak ki olimpiára, összesen 270 érmet nyerve: 136 aranyat, 71 ezüstöt és 63 bronzot. Az egyetem megalapítása óta az 1924-es olimpia játékok kivételével mindegyiken képviselte az egyetemet legalább egy sportoló és 1932 óta mindegyik eseményen volt legalább egy aranyérmese az intézménynek.

## Története
1881 márciusában, a Los Angeles-i lakók heves lobbizásának eredményeként a Kalifornia Állami Törvényhozás jóváhagyta az egyetem megépítését. Hivatalosan 1919. május 23-án nyilvánították egyetemmé, akkori neve a Southern Branch of the University of California. Ekkor indították először, az első, máig indított általános alapképzést, a College of Letters and Science-et. A déli kampuszt ezen év szeptember 15-én nyitották, amely kétéves egyetemi programot ajánlott 250 diáknak.

## Ranglisták
| Az Egyesült Államokban                              | Az Egyesült Államokban |
| --------------------------------------------------- | ---------------------- |
| Academic Ranking of World Universities 2022         | 11                     |
| Forbes America’s Top Colleges                       | 6                      |
| THE / WSJ College Rankings                          | 27                     |
| U.S. News & World Report 2022–2023                  | 20                     |
| Washington Monthly National University Ranking 2022 | 21                     |
| Világszerte                                         |                        |
| Academic Ranking of World Universities 2022         | 13                     |
| QS World University Rankings 2023                   | 44                     |
| Times Higher Education 2023                         | 21                     |
| U.S. News & World Report 2022–2023                  | 14                     |

## Statisztika
| Alapképzések               | 2022      | 2021    | 2020      |
| -------------------------- | --------- | ------- | --------- |
| Jelentkezők                | 149 813   | 139 485 | 108 877   |
| Felvett diákok             | 12 825    | 15 004  | 15 602    |
| Felvett diákok %-os aránya | 8,6%      | 10,8%   | 14,4%     |
| Új diákok                  | N/A       | 6 300   | 6 386     |
| Átlagos GPA                | 4,21–4,31 | 4,0     | 3,90      |
| SAT-eredmények             | N/A       | N/A     | 1290–1510 |
| ACT-eredmények             | N/A       | N/A     | 29–       |

## Galéria
- Az egyetem főépülete
- A Dickson Plaza
- Az egyetemi kórház
- A Dodd Hall
- A Fowler Múzeum
- A Haines Hall
- A Knudsen Hall, a Fizikai-, és Csillagászati Kar épülete
- A Jogi Iskola bejárata
- Az Anderson Menedzsment Iskola
- A Mildred E. Mathias Botanikus Kert
- Az egyetem sok kollégiumának egyike
- A Drake Stadion

- Az egyetem 1900 áprilisában
- A déli campus 1920-ban
- A déli campus 1914-ben
- A Vermont Campus 1922-ben, ami ma Los Angeles Városi Főiskola néven ismert